# خوسيه لويس تشيلافيرت
خوسيه لويس تشيلارفيرت (بالإسبانية: José Luis Chilavert)‏، من مواليد 27 يوليو 1965 في ليكو في باراغواي، هو لاعب كرة قدم سابق، وكان يلعب في مركز حارس المرمى، وقد اشتهر تشيلافيرت بكراته الثابتة، وقد كان أكثر حراس المرمى تسجيلا للأهداف في التاريخ، حتى أتى روجيريو سيني
وأخذ من هذا اللقب في عام 2006، وقد سجل تشيلافيرت 62 هدف. هل سجل هاتريك خلال تاريخه الكروى

## مسيرته مع الأندية
بدأ تشيلافيرت مسيرته مع الأندية وهو في عمر 15 سنة مع نادي سبورتيفو ليكويونو الذي كان نادي درجة ثانية، وفي عام 1989 لعب مع منتخب باراغواي لكرة القدم، وكان في ذلك الوقت يلعب مع نادي سان لورينزو الأرجنتيني، وفي عام 1988 انتقل إلى إسبانيا للعب مع نادي ريال سرقسطة، وبعدها عاد إلى الأرجنتين مع نادي فيليز سارسفيلد ليساعدهم على الفوز بالدوري الأرجنتيني أربع مرات، وكأس كوبا ليبرتادوريس وكأس العالم للأندية في عام 1994، وفي عام 1999 أصبح أول حارس مرمى يسجل ثلاثة أهداف في مباراة واحدة بالتاريخ.

## مسيرته الدولية
اختير تشيلافيرت أفضل حارس مرمى في العالم ثلاثة مرات في أعوام 1995 و1997 و1998، وفي عام 1998 لعب مع منتخب باراغواي لكرة القدم في كأس العالم لكرة القدم 1998، وكان أول حارس مرمى في تاريخ كأس العالم يلعب ضربة حرة مباشرة، وكانت المباراة ضد منتخب بلغاريا لكرة القدم، وفي إطار تصفيات كأس العالم لكرة القدم 2002، بصق تشيلافيرت على روبرتو كارلوس، فأوقف من قبل الفيفا 3 مباريات، مما اضطره إلى الغياب عن أول مباراتين في كأس العالم، وقد لعب تشيلافيرت 74 مباراة دولية وسجل خلالها 8 أهداف دولية مع منتخب بلاده .

## روابط خارجية
- خوسيه لويس تشيلافيرت على موقع الاتحاد الدولي (مؤرشف)  (الإنجليزية)
- خوسيه لويس تشيلافيرت على موقع الاتحاد الأوربي (الإنجليزية)
- خوسيه لويس تشيلافيرت على موقع قاعدة بيانات كرة القدم.إي يو (الإنجليزية)
- خوسيه لويس تشيلافيرت على موقع ليكيب (الفرنسية)
- خوسيه لويس تشيلافيرت على موقع ناشيونال فوتبول تيمز (الإنجليزية)
- خوسيه لويس تشيلافيرت على موقع Soccerway.com (الإنجليزية)
- خوسيه لويس تشيلافيرت على موقع عالم كرة القدم.نت (الإنجليزية)
- خوسيه لويس تشيلافيرت على موقع كووورة